# 诸圣主教座堂 (圣菲)
诸圣主教座堂 (西班牙語：Catedral Metropolitana Todos los Santos de Santa Fe)又名圣菲主教座堂自1934年起，是天主教聖菲總教區 (阿根廷)的主教座堂 位于 阿根廷圣菲省圣菲市 street Bigradier Estanislao Lopez 。
该建筑最初建于1573年，位于圣菲老城（现为卡亚斯塔）。 1651年，圣菲迁到现在的位置，教堂也移到现在的位置重建。 随后于1833年进行了翻修，1947年再次翻修。1942年，诸圣主教座堂公布为国家历史纪念物。

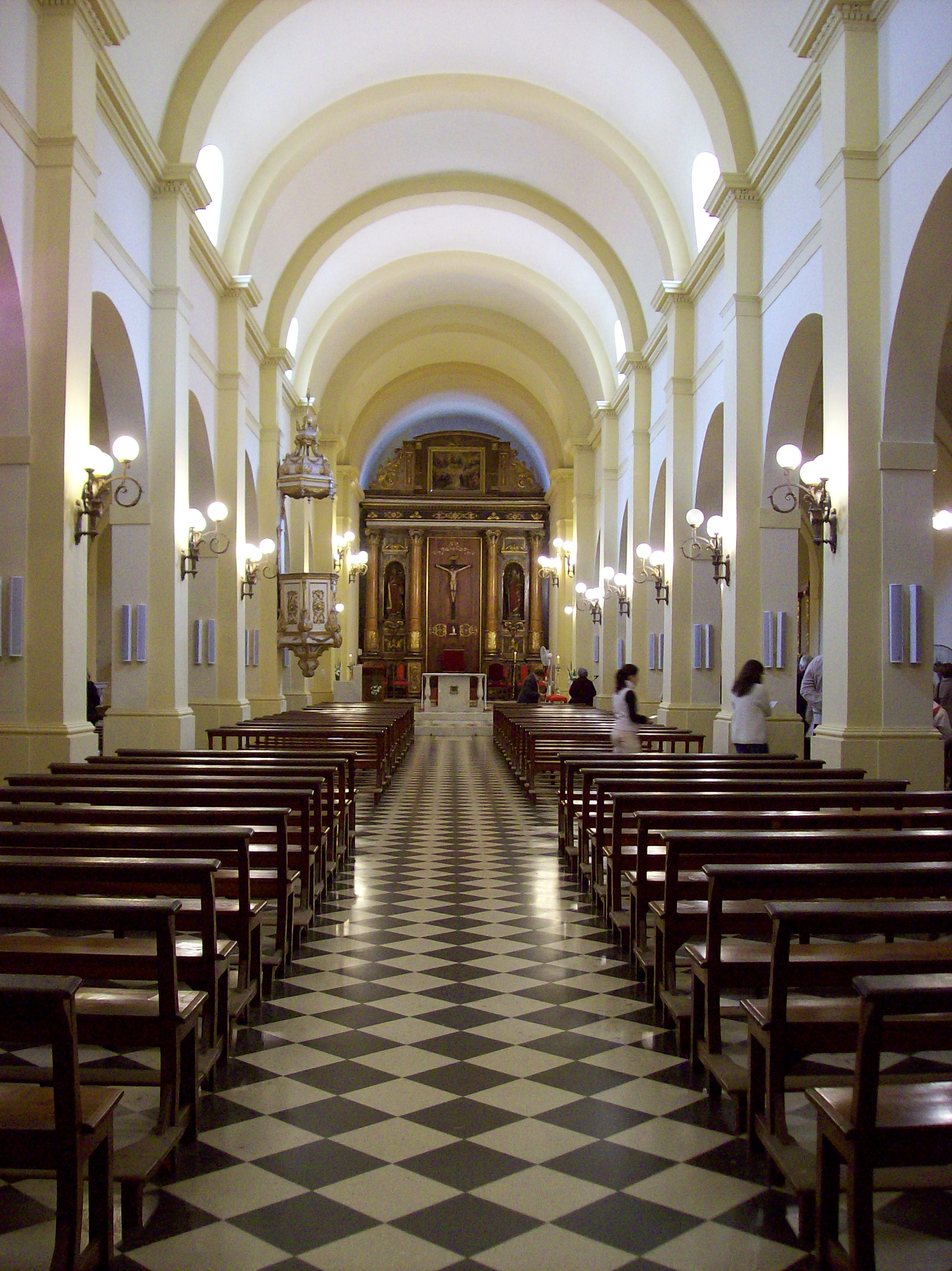